# Archaebalaenoptera liesselensis
L’archebalenottera antica (Archaebalaenoptera liesselensis) è un cetaceo estinto, vissuto nel Miocene superiore, nel periodo compreso da 11,6 a 7,2 milioni di anni fa, i cui fossili sono stati ritrovati nei Paesi Bassi. Si tratta della più primitiva fra le balenottere.

## Descrizione
Questo cetaceo era tutto sommato di dimensioni piccole rispetto agli attuali membri della famiglia: è possibile che la lunghezza totale dell'animale (cranio compreso) si aggirasse intorno ai 10 metri; era quindi più grande dell'affine Archaebalaenoptera castriarquati e proprio come quest'ultimo, possedeva ossa nasali molto lunghe e una mandibola diritta, motivo per cui il cetaceo non era in grado di risucchiare le prede e inghiottirle come fanno alcuni cetacei e pesci di oggi.

## Classificazione
Prima della sua scoperta, si pensava che la specie Archaebalaenoptera castriarquati fosse la più antica della famiglia. Successivamente vennero scoperti altri generi più antichi come Miobalaenoptera e Parabalaenoptera, fino a quando nel 2020 una nuova specie di Archaebalaenoptera venne scoperta e classificata sempre da Bisconti. I suoi resti vennero rinvenuti in una formazione risalente al Tortoniano a Breda, presso Liessel (da cui prende il nome scientifico) nei Paesi Bassi. Altri fossili vennero scoperti in Perù; a primo impatto vennero attribuiti proprio a questa specie, ma dopo un'accurata analisi, si vide che si trattava di specie diverse in quanto l’Archaebalaenoptera era molto più grande. Tutt'oggi i ritrovamenti peruviani rimangono senza nome e classificazione.

## Paleobiologia ed evoluzione
Non si sa ancora bene chi fossero gli antenati di questo animale. L’Archaebalaenoptera liesselensis apparve durante il tardo Miocene nei nostri mari. I fossili vennero trovati in una località che durante il periodo Tortoniano era immersa nei mari e formava una baia tra la Gran Bretagna e una massa continentale chiamata Baltica. È presumibile che popolasse altri mari e oceani e si ipotizza che un ambiente come quello in cui è stato trovato, servisse da rifugio estivo dove nutrirsi di cibo, che poteva comprendere pesce, krill o altri crostacei.